# 里奥-格兰德共和国
里奥-格兰德共和国（直译：「大河共和国」），常被称作皮拉蒂尼共和國（República do Piratini），是一个从巴西帝国独立出来的共和国，国土与今天巴西的南里奥格兰德州大致相同。该国建立于1836年9月11日，曾得到英国、法国和乌拉圭的承认。1845年3月1日解散。意大利革命家朱塞佩·加里波第曾参与该国与巴西帝国之间发生的破衫汉战争。